# Firma
Firma, na administração, é o nome sobre o qual se exerce uma actividade económica. No futebol, é a denominação de uma claque organizada formada por torcedores/adeptos com estilo casual.

## Administração
Uma firma, em sentido estrito, é o nome sobre o qual se exerce uma actividade económica, por outras palavras, a firma fornece a informação sintética sobre a actividade que uma empresa desenvolve. Em sentido lato, engloba o sentido estrito e o nome das pessoas no registo nacional de pessoas colectivas (RNPC), em Portugal, onde é regulada no regime geral de pessoas colectivas.
O empresário mercantil tem o direito de adotar uma firma e o dever de a registar no caso de ser uma firma colectiva. No caso de ser uma firma singular o registo é facultativo.

### Tipos de firmas em Portugal
Uma Firma é sempre composta de nomes civis de seus sócios ou titulares, de forma completa ou abreviada, se não houver o nome de todos os sócios da firma, essa deverá conter a expressão & Cia.
- LTDA =  Limitada
- EIRL = Estabelecimento Individual de Responsabilidade Limitada[1]
- SuQ = sociedade unipessoal por quotas

(sociedades legalmente típicas:)
- SNC = sociedade em nome colectivo
- SCS = sociedade em comandita simples
- SA = sociedade anónima
- SQ = sociedade por quotas
- SCA = sociedade em comandita por acções
- cooperativas
- AEIE

## Futebol
Uma firma é uma claque organizada, com elementos, que por norma não usam objectos que os identifique com o seu clube, os chamados casual.
O termo se originou da gíria britânica firm, que pode se referir a um bando de criminosos ou a hooligans futebolísticos. As firmas hooligans, no início,  faziam parte de um mundo essencialmente e culturalmente britânico e eram muito raras fora de Inglaterra, sendo que fora dela predominam as chamadas claques ultras na Europa, as barra bravas na América Latina e as torcidas organizadas no Brasil, mas na ultima década tem-se verificado um crescente na adoção deste estilo Britânico.
Em Portugal, devido a enorme restrição e repressão policial, muitos adeptos mais violentos das claques portuguesas adotaram o estilo britânico das firms para não serem facilmente identificados, formando grupos bem organizados e extremamente violentos.
Já no Brasil, devido a falta de segurança e estrutura do governo em monitorar as torcidas organizadas, os adeptos não seguem o estilo britânico, no Brasil dar socos ficou no passado, o estilo adotado é o das armas, como podemos ver no episodio de The Real Football Factories International apresentado por Danny Dyer.